# Запп Бренніґан
Генерал-майор Запп Бре́нніґан — персонаж мультиплікаційного серіалу «Футурама». Також відомий як «Заппер», «Велюровий Туман», «Великий З.» (здебільшого, він сам називає себе цими іменами). Його образ пародіює капітана Джеймса Кірка (у виконанні Вільяма Шатнера) з серіалу «Зоряний шлях».

## Основні відомості
Бранніґан належить до старших офіцерів Демократичного утворення планет. Його військове звання в різних серіях звучить по-різному, серед варіантів: «25-зірковий генерал» і «Генерал-майор-вебело». Лейтенант Кіф Кумкало виконує при ньому обов'язки персонального ад'ютанта, зокрема складає його графік за допомогою «чарівного екрану», голить йому під пахвами, демонструє його нагороди і повідомляє команді корабля про сексуальні перемоги капітана. Флагманський корабель Бренніґана «Німб» зазнав важких пошкоджень у серії «A Taste of Freedom», проте знов з'являється у наступних серіях. Помешкання Заппа на борту «Німба» (яке він називає «любовназія») рясно декороване велюром, має летюче ліжко к формі серця і портрет самого Заппа в позі, що нагадує відомий посмертний портрет Джона Кеннеді, на стіні.
Бренніґан вважає себе великим ловеласом і знавцем жінок, хоча насправді він цілковито безпорадний у романтичних питаннях. Їхнє перше побачення з Лілою 13 квітня 3000 року закінчилося сексом (що Ліла мотивувала почуттям жалю, яке Запп у ній викликав). Під час кожної наступної зустрічі Бренніґан згадує про цей випадок, одного разу навіть натякаючи, що Ліла була його першою жінкою (Запп: «Ти єдина жінка, що кохала мене!» - Ліла: «Я ніколи тебе не кохала!» - Запп: «Я маю на увазі, фізично) ( серія «Brannigan Begin Again»). Він глибоко переконаний, що Ліла рано чи пізно повернеться до нього, не зважаючи на її постійне заперечення цього і рішучий (часом навіть фізичний) опір. Втім, це не заважає Заппові регулярно залицятися до інших жінок, інколи навіть у присутності Ліли.
Намагання Бренніґана бути вишуканим і галантним зводяться нанівець його мовленнєвими помилками (наприклад, він називає шампанське «шампіньйон»). Він дуже високої думки про своє вміння співати (на вечорі караоке в орбітальному ресторані він виконує пісню гурту The Kinks «Lola», замінюючи ім'я «Лола» на «Ліла», що закінчується відчайдушною втечею всіх відвідувачів і персоналу ресторану у рятівних човнах).
Бойова тактика Бренніґана майже завжди виявляється безглуздою і непотрібною. Йому подобається посилати своїх людей на смерть, особливо в ситуаціях, яких легко уникнути - це видається йому доказом відданості. Він є автором принаймні одної книги про військову справу під назвою «Велика книга війни Заппа Бренніґана».
Серед перемог Заппа Бренніґана, в серіалі називаються такі:
- Килимове бомбардування планети Едем VII
- Поразка пацифістів у туманності Ганді
- Поразка «слабкої та жіночної» раси павукіанців з планети Тарантулон VI
- Вигнання місцевого населення з планети Сферон I.

Бренніґан також командував круїзним космолайнером Титанік (серія A Flight to Remember»), що завершилося катастрофою. В цій серії (як і в деяких інших) Бренніґан покладає відповідальність за власні помилки на Кіфа, чіпляючи йому капітанський значок і зникаючи (що ілюструє очевидне боягузтво космічного «героя»). Незважаючи на загальний героічний статус Заппа, ті, хто спілкується з ним близько, швидко переконуються в його справжній вдачі (так одного разу під час бенкету, коли Бренніґан запрошує присутніх із команди «Німба» до тосту, ніхто не реагує, за винятком одного голосу, що вигукує: «Козел!»)
У серії «Brannigan Begin Again» Бренніґан був виключений (згодом відновлений) з ДУПА разом із Кіфом (на якого він знов намагався перекласти вину за зруйнування нової штаб-квартири ДУПА вартістю 400 мільярдів доларів).
Незважаючи на всі свої недоліки, Запп інколи дійсно по-товариському ставиться до Кіфа (вочевидь розуміючи, що популярністю завдячує лише високому званню, привабливій зовнішності та фортуні).

## Походження образу
Образ Бренніґана пародіює образ капітана Джеймса Кірка з серіалу «Зоряний шлях» (обидва персонажі зустрічаються особисто в серії «Where No Fan Has Gone Before»), а також самого виконавця цієї ролі Вільяма Шаттнера.
Зважаючи на певні риси характеру, манеру поведінки і навіть схожість імен, образ Бренніґана також пародіює Зафода Біблброкса, персонажа книги Дугласа Адамса «Путівник по Галактиці для космотуристів».
Прізвище Бренніґан походить із фільму «Як убити свою дружину» 1965 року і звучанням нагадує слова «braggart» (хвалько) і «arrogant» (зухвалий).

## Продукція
Запп Бренніґан мав, за початковим планом, бути озвучений Філом Гартманом, який загинув ще до початку виробництва серіалу. Біллі Вест, якому було передано роль Бренніґана, багато в чому намагався наслідувати манери Філа Гартмана на згадку про нього.